# Список Героев Советского Союза (Хлебников — Хушназаров)
В настоящем списке представлены в алфавитном порядке все Герои Советского Союза, чьи фамилии начинаются с буквы «Х» (всего 237 человек, из них двое удостоены звания дважды). Список содержит даты Указов Президиума Верховного Совета СССР о присвоении звания, информацию о роде войск, должности и воинском звании Героев на дату представления к присвоению звания Героя Советского Союза, годах их жизни.
- Персиковым цветом  в таблице выделены Герои, удостоенные звания дважды и более раз.
- Серым цветом  в таблице выделены Герои, представленные к званию посмертно.

| Навигационная таблица | Навигационная таблица               |
| --------------------- | ----------------------------------- |
| «Х»                   | Хабаров Александр — Хиценко Иван    |
| «Х»                   | Хлебников Михаил — Хушназаров Сапар |

| № п/п | Фамилия Имя Отчество                                                                     | Дата Указа            | Род войск       | Должность | Звание                       | Годы жизни                                 | БС ГС НЛ                        |
| ----- | ---------------------------------------------------------------------------------------- | --------------------- | --------------- | --- | ---------------------------- | ------------------------------------------ | ------------------------------- |
| 122   | Хлебников Михаил Андреевич                                                               | 20.12.1943            | артиллерия      | командир орудия 5-го гвардейского воздушно-десантного артиллерийского полка 10-й гвардейской воздушно-десантной дивизии 37-й армии Степного фронта                                                                       | гвардии старший сержант      | 18.05.1918 — 20.08.1995                    | [ БС 1 ] [ ГС 1 ] [ НЛ 1 ]      |
| 123   | Хлебников Николай Михайлович                                                             | 19.04.1945            | генерал         | командующий артиллерией Земландской группы войск | генерал-полковник артиллерии | 18.12.1895 — 18.01.1981                    | [ БС 2 ] [ ГС 2 ] [ НЛ 2 ]      |
| 124   | Хлебов Николай Павлович                                                                  | 20.04.1945            | морской флот    | автоматчик роты автоматчиков 384-го отдельного батальона морской пехоты Одесской военно-морской базы Черноморского флота                                                                                                 | краснофлотец                 | 16.05.1921 — 27.03.1944                    | [ БС 2 ] [ ГС 3 ] [ НЛ 3 ]      |
| 125   | Хлобыстов Алексей Степанович                                                             | 06.06.1942            | авиация         | командир звена 20-го гвардейского истребительного авиационного полка ВВС 14-й армии Карельского фронта | лейтенант                    | 23.02.1918 — 13.12.1943                    | [ БС 2 ] [ ГС 4 ] [ НЛ 4 ]      |
| 126   | Хлопонин Николай Петрович                                                                | 27.06.1945            | танкист         | командир танкового взвода 14-й гвардейской танковой бригады 4-го гвардейского танкового корпуса 1-го Украинского фронта                                                                                                  | гвардии лейтенант            | 22.05.1923 — 10.11.1995                    | [ БС 2 ] [ ГС 5 ] [ НЛ 5 ]      |
| 127   | Хлуд Борис Алексеевич                                                                    | 02.09.1943            | авиация         | командир эскадрильи 146-го истребительного авиационного полка 7-й гвардейской истребительной авиационной дивизии 2-го истребительного авиационного корпуса 1-й воздушной армии Западного фронта                          | капитан                      | 24.06.1917 — 21.09.1990                    | [ БС 2 ] [ ГС 6 ] [ НЛ 6 ]      |
| 128   | Хлуднев Фёдор Матвеевич                                                                  | 24.12.1943            | артиллерия      | орудийный номер 89-й тяжёлой гаубичной артиллерийской бригады разрушения 12-й артиллерийской дивизии 4-го артиллерийского корпуса прорыва РГК в составе 65-й армии Белорусского фронта                                   | красноармеец                 | 05.06.1917 — 02.01.1944                    | [ БС 2 ] [ ГС 7 ] [ НЛ 7 ]      |
| 129   | Хлюстин Пётр Андреевич                                                                   | 24.03.1945            | пехота          | стрелок 220-го гвардейского стрелкового полка 79-й гвардейской стрелковой дивизии 8-й гвардейской армии 1-го Белорусского фронта                                                                                         | гвардии красноармеец         | 1926 — 08.08.1944                          | [ БС 2 ] [ ГС 8 ] [ НЛ 8 ]      |
| 130   | Хмаладзе Илья Георгиевич груз. ხმალაძე ილია                                              | 21.03.1940            | комиссар        | заместитель политрука роты 355-го стрелкового полка 100-й стрелковой дивизии 7-й армии Северо-Западного фронта | заместитель политрука        | 1916 — 19.11.1941                          | [ БС 3 ] [ ГС 9 ] [ НЛ 9 ]      |
| 131   | Хмель Иван Иванович (Хмелёв Иван Иванович)                                               | 03.06.1944            | пехота          | командир роты 1020-го стрелкового полка 269-й стрелковой дивизии 3-й армии 1-го Белорусского фронта | старший лейтенант            | 1918 — 21.02.1944                          | [ БС 4 ] [ ГС 10 ] [ НЛ 10 ]    |
| 132   | Хмелёв Павел Васильевич                                                                  | 03.06.1944            | артиллерия      | командир орудия 7-го гвардейского кавалерийского полка 2-й гвардейской кавалерийской дивизии 1-го гвардейского кавалерийского корпуса 1-го Украинского фронта                                                            | гвардии сержант              | 1923 — 13.12.1943                          | [ БС 4 ] [ ГС 11 ] [ НЛ 11 ]    |
| 133   | Хмелевский Аркадий Сильвестрович бел. Хмялеўскі Аркадзь Сільвестравіч                    | 10.04.1945            | пехота          | командир батальона 4-го гвардейского стрелкового полка 6-й гвардейской стрелковой дивизии 13-й армии 1-го Украинского фронта                                                                                             | гвардии капитан              | 03.02.1921 — 15.01.1987                    | [ БС 4 ] [ ГС 12 ] [ НЛ 12 ]    |
| 134   | Хованский Иван Андреевич                                                                 | 04.07.1937            | авиация         | пилот эскадрильи истребителей И-16 ВВС Испанской Республики | лейтенант                    | 1908 — 06.01.1937                          | ——                              |
| 135   | Хованский Роман Петрович укр. Хованський Роман Петрович                                  | 24.03.1945            | пехота          | стрелок 1064-го стрелкового полка 281-й стрелковой дивизии 23-й армии Ленинградского фронта | ефрейтор                     | 13.10.1924 — 20.06.1997                    | [ БС 4 ] [ ГС 14 ] [ НЛ 13 ]    |
| 136   | Ходаков Дмитрий Дмитриевич                                                               | 20.04.1945            | морской флот    | пулемётчик 384-го отдельного батальона морской пехоты Одесской военно-морской базы Черноморского флота | краснофлотец                 | 1919 — 27.03.1944                          | [ БС 4 ] [ ГС 15 ] [ НЛ 14 ]    |
| 137   | Ходенко Николай Иванович                                                                 | 28.04.1945            | пехота          | командир взвода 626-го стрелкового полка 151-й стрелковой дивизии 7-й гвардейской армии 2-го Украинского фронта | младший лейтенант            | 22.02.1926 — 09.06.1959                    | [ БС 4 ] [ ГС 16 ] [ НЛ 15 ]    |
| 138   | Ходжаев Ирнапас узб. Ernafas Xoʻjayev                                                    | 24.03.1945            | пехота          | помощник командира взвода 717-го стрелкового полка 170-й стрелковой дивизии 48-й армии 1-го Белорусского фронта | старшина                     | 15.05.1916 — 30.10.1944                    | [ БС 4 ] [ ГС 17 ] [ НЛ 16 ]    |
| 139   | Ходжаев Сапармет туркм. Hojayew Saparmat                                                 | 16.05.1944            | пехота          | стрелок 164-го гвардейского стрелкового полка 55-й гвардейской стрелковой дивизии 56-й армии Северо-Кавказского фронта                                                                                                   | гвардии красноармеец         | 01.07.1924 — 25.07.1988                    | [ БС 5 ] [ ГС 18 ] [ НЛ 17 ]    |
| 140   | Ходов Константин Елизарович осет. Ходты Константин                                       | 15.01.1944            | кавалерия       | пулемётчик 52-го гвардейского кавалерийского полка 14-й гвардейской кавалерийской дивизии 7-го гвардейского кавалерийского корпуса 61-й армии Центрального фронта                                                        | гвардии старший сержант      | 11.05.1907 — 12.02.1989                    | [ БС 6 ] [ ГС 19 ] [ НЛ 18 ]    |
| 141   | Ходосов Николай Яковлевич                                                                | 24.03.1945            | пехота          | командир взвода пешей разведки 29-го гвардейского стрелкового полка 12-й гвардейской стрелковой дивизии 61-й армии Центрального фронта                                                                                   | гвардии старшина             | 27.12.1913 — 24.05.1984                    | [ БС 6 ] [ ГС 20 ] [ НЛ 19 ]    |
| 142   | Ходырев Валентин Васильевич                                                              | 20.04.1945            | морской флот    | разведчик взвода разведки 384-го отдельного батальона морской пехоты Одесской военно-морской базы Черноморского флота | старший краснофлотец         | 05.09.1923 — 27.03.1944                    | [ БС 6 ] [ ГС 21 ] [ НЛ 20 ]    |
| 143   | Ходырев Иван Васильевич                                                                  | 24.03.1945            | пехота          | стрелок 997-го стрелкового полка 263-й стрелковой дивизии 51-й армии 4-го Украинского фронта | красноармеец                 | 26.09.1910 — 08.04.1980                    | [ БС 6 ] [ ГС 22 ] [ НЛ 21 ]    |
| 144   | Хозяинов Николай Иванович                                                                | 24.03.1945            | пехота          | стрелок 19-го стрелкового полка 90-й стрелковой дивизии 2-й ударной армии Ленинградского фронта | красноармеец                 | 20.04.1925 — 14.04.1981                    | [ БС 6 ] [ ГС 23 ] [ НЛ 22 ]    |
| 145   | Холобцев Иван Иванович                                                                   | 10.04.1945            | пехота          | командир 337-го гвардейского стрелкового полка 121-й гвардейской стрелковой дивизии 12-й армии 1-го Украинского фронта                                                                                                   | гвардии подполковник         | 16.08.1916 — 31.10.1969                    | [ БС 7 ] [ ГС 24 ] [ НЛ 23 ]    |
| 146   | Холод Валентин Васильевич бел. Холад Валянцін Васілевіч                                  | 21.12.1982            | морской флот    | командир войсковой части № 45707 19-го Центра Министерства обороны СССР | капитан 1-го ранга           | 25.08.1936 — 25.06.2018                    | ——                              |
| 147   | Холод Григорий Иванович                                                                  | 23.10.1943            | пехота          | разведчик 575-го стрелкового полка 161-й стрелковой дивизии 40-й армии Воронежского фронта | красноармеец                 | 12.04.1903 — 24.03.1977                    | [ БС 8 ] [ ГС 26 ] [ НЛ 24 ]    |
| 148   | Холод Михаил Мефодиевич укр. Холод Михайло Мефодійович                                   | 24.03.1945            | пехота          | автоматчик моторизованного батальона автоматчиков 101-й танковой бригады 19-го танкового корпуса 1-го Прибалтийского фронта                                                                                              | красноармеец                 | 1923 — 06.08.1944                          | [ БС 8 ] [ ГС 27 ] [ НЛ 25 ]    |
| 149   | Холод Тимофей Алексеевич                                                                 | 22.07.1944            | пехота          | пулемётчик 201-го гвардейского стрелкового полка 67-й гвардейской стрелковой дивизии 6-й гвардейской армии 1-го Прибалтийского фронта                                                                                    | гвардии ефрейтор             | 06.08.1898 — 1944 (пропал без вести)       | [ БС 8 ] [ ГС 28 ] [ НЛ 26 ]    |
| 150   | Холодков Егор Иванович                                                                   | 17.10.1943            | пехота          | командир отделения 574-го стрелкового полка 121-й стрелковой дивизии 60-й армии Центрального фронта | сержант                      | 10.05.1921 — 30.09.1943                    | [ БС 8 ] [ ГС 29 ] [ НЛ 27 ]    |
| 151   | Холодный Георгий Степанович                                                              | 15.05.1946            | авиация         | лётчик 157-го истребительного авиационного полка 234-й истребительной авиационной дивизии 6-го истребительного авиационного корпуса 16-й воздушной армии 1-го Белорусского фронта                                        | капитан                      | 01.05.1919 — 26.02.1985                    | [ БС 8 ] [ ГС 30 ] [ НЛ 28 ]    |
| 152   | Холодов Иван Михайлович                                                                  | 03.04.1942            | авиация         | заместитель командира эскадрильи 28-го истребительного авиационного полка 6-го истребительного авиационного корпуса Московского корпусного района ПВО                                                                    | старший лейтенант            | 30.06.1915 — 29.01.1992                    | [ БС 8 ] [ ГС 31 ] [ НЛ 29 ]    |
| 153   | Холодов Иван Сидорович                                                                   | 17.10.1943            | пехота          | командир отделения 574-го стрелкового полка 121-й стрелковой дивизии 60-й армии Центрального фронта | сержант                      | 1912 — 09.02.1945                          | [ БС 8 ] [ ГС 32 ] [ НЛ 30 ]    |
| 154   | Холостяков Георгий Никитич                                                               | 07.05.1965            | адмирал         | заместитель начальника Управления боевой подготовки Главного штаба Военно-морского флота СССР | вице-адмирал                 | 02.08.1902 — 21.07.1983                    | ——                              |
| 155   | Холощак Иван Яковлевич                                                                   | 17.10.1943            | комиссар        | комсорг батальона 383-го стрелкового полка 121-й стрелковой дивизии 60-й армии Центрального фронта | лейтенант                    | 15.08.1919 — 27.05.2002                    | [ БС 10 ] [ ГС 34 ] [ НЛ 31 ]   |
| 156   | Холстов Алексей Андреевич                                                                | 10.04.1945            | артиллерия      | командир орудия батареи 76-мм пушек 524-го стрелкового полка 112-й стрелковой дивизии 13-й армии 1-го Украинского фронта                                                                                                 | старший сержант              | 04.03.1922 — 04.06.1989                    | [ БС 10 ] [ ГС 35 ] [ НЛ 32 ]   |
| 157   | Хользунов Алексей Иванович                                                               | 01.05.1943            | авиация         | заместитель командира эскадрильи 32-го гвардейского истребительного авиационного полка 210-й истребительной авиационной дивизии 1-го истребительного авиационного корпуса 3-й воздушной армии Калининского фронта        | гвардии лейтенант            | 31.01.1919 — 07.03.1943                    | [ БС 10 ] [ ГС 36 ] [ НЛ 33 ]   |
| 158   | Хользунов Виктор Степанович                                                              | 27.06.1937            | авиация         | командир 2-й эскадрильи скоростных бомбардировщиков ВВС Испанской Республики | комбриг                      | 31.01.1905 — 28.07.1939                    | ——                              |
| 159   | Холявкин Николай Алексеевич (Холявко Николай Алексеевич) бел. Халяўка Мікалай Аляксеевіч | 24.03.1945            | артиллерия      | заряжающий самоходной артиллерийской установки СУ-76М 108-го гвардейского самоходного артиллерийского полка 18-й армии 4-го Украинского фронта                                                                           | гвардии сержант              | 23.12.1916 — 21.03.1998                    | [ БС 10 ] [ ГС 38 ] [ НЛ 34 ]   |
| 160   | Хоменко Иван Антонович укр. Хоменко Іван Антонович                                       | 18.11.1944            | артиллерия      | командир батареи 50-го гвардейского миномётного дивизиона 318-го гвардейского миномётного полка РГК Оперативной группы миномётных частей Ленинградского фронта                                                           | гвардии старший лейтенант    | 17.02.1923 — 01.01.2006                    | [ БС 10 ] [ ГС 39 ] [ НЛ 35 ]   |
| 161   | Хоменко Иван Федотович укр. Хоменко Іван Федотович                                       | 13.09.1944            | пехота          | командир отделения 857-го стрелкового полка 294-й стрелковой дивизии 52-й армии 2-го Украинского фронта | старшина                     | 28.05.1920 — 10.02.1984                    | [ БС 11 ] [ ГС 40 ] [ НЛ 36 ]   |
| 162   | Хоменко Игнат Степанович укр. Хоменко Гнат Степанович                                    | 22.02.1944            | артиллерия      | механик-водитель самоходной артиллерийской установки СУ-122 1817-го самоходного артиллерийского полка РГК в составе 52-й армии 2-го Украинского фронта                                                                   | старший сержант              | 28.03.1914 — 19.11.1943                    | [ БС 12 ] [ ГС 41 ] [ НЛ 37 ]   |
| 163   | Хоменко Сергей Дмитриевич укр. Хоменко Сергій Дмитрович                                  | 23.09.1944            | пехота          | командир отделения 1176-го стрелкового полка 350-й стрелковой дивизии 52-й армии 1-го Украинского фронта | сержант                      | 14.09.1914 — 21.01.1981                    | [ БС 12 ] [ ГС 42 ] [ НЛ 38 ]   |
| 164   | Хоменков Николай Никифорович                                                             | 24.03.1945            | пехота          | наводчик противотанкового ружья 272-го гвардейского стрелкового полка 90-й гвардейской стрелковой дивизии 6-й гвардейской армии 1-го Прибалтийского фронта                                                               | гвардии красноармеец         | 1923 — 22.06.1944                          | [ БС 12 ] [ ГС 43 ] [ НЛ 39 ]   |
| 165   | Хомрач Владимир Гаврилович                                                               | 15.01.1944            | пехота          | помощник командира взвода 239-го гвардейского стрелкового полка 76-й гвардейской стрелковой дивизии 61-й армии Центрального фронта                                                                                       | гвардии старший сержант      | 13.04.1920 — 07.10.1994                    | [ БС 12 ] [ ГС 44 ] [ НЛ 40 ]   |
| 166   | Хомутов Олег Константинович                                                              | 26.04.1971            | —               | парашютист-испытатель Научно-исследовательского института авиационных устройств | —                            | 25.10.1934 — 23.11.1997                    | ——                              |
| 167   | Хомушку Чургуй-оол Намгаевич тув. Хомушку Чүргүй-оол Намгай-оглу                         | 24.03.1945            | танкист         | механик-водитель танка Т-34 25-го танкового полка 52-й армии 2-го Украинского фронта | младший лейтенант            | 18.05.1918 — 10.07.1978                    | [ БС 12 ] [ ГС 46 ] [ НЛ 41 ]   |
| 168   | Хомченовский Владимир Антонович бел. Хамчаноўскі Уладзімір Антонавіч                     | 08.05.1965            | партизан        | активный участник партизанской борьбы в Белоруссии, заместитель по разведке командира партизанского отряда имени Щорса партизанской бригады имени Рокоссовского                                                          | —                            | 06.08.1920 — 19.12.1942                    | ——                              |
| 169   | Хомяков Василий Сергеевич                                                                | 24.03.1945            | танкист         | командир танка Т-34 21-й гвардейской танковой бригады 5-го гвардейского танкового корпуса 6-й танковой армии 2-го Украинского фронта                                                                                     | гвардии младший лейтенант    | 27.02.1924 — 25.08.1944                    | [ БС 13 ] [ ГС 48 ] [ НЛ 42 ]   |
| 170   | Хомяков Владилен Павлович                                                                | 08.01.1980            | авиация         | старший лётчик-испытатель Государственного Краснознамённого научно-испытательного института Военно-воздушных сил | полковник                    | 01.09.1927 — 08.06.2015                    | ——                              |
| 171   | Хомяков Леонид Петрович                                                                  | 27.06.1945            | инженер         | командир взвода 33-го гвардейского отдельного моторизированного инженерного батальона 3-й гвардейской моторизованной инженерной бригады 4-й гвардейской танковой армии 1-го Украинского фронта                           | гвардии младший лейтенант    | 25.09.1924 — 15.07.1999                    | [ БС 14 ] [ ГС 50 ] [ НЛ 43 ]   |
| 172   | Хомяков Максим Игнатьевич                                                                | 16.05.1944            | морской флот    | командир подводной лодки М-111 бригады подводных лодок Черноморского флота | капитан-лейтенант            | 30.07.1912—24.10.1958                      | [ БС 14 ] [ ГС 51 ] [ НЛ 44 ]   |
| 173   | Хонеккер Эрих нем. Honecker Erich Ernst Paul                                             | 24.08.1982            | СЕПГ            | Генеральный секретарь Центрального комитета Социалистической единой партии Германии | —                            | 25.08.1912 — 29.05.1994                    | ——                              |
| 174   | Хоптяр Степан Иванович укр. Хоптяр Степан Іванович                                       | 10.04.1945            | артиллерия      | наводчик орудия 493-го истребительно-противотанкового артиллерийского полка РГК в составе 13-й армии 1-го Украинского фронта                                                                                             | сержант                      | 23.01.1921 — 29.04.1945                    | [ БС 14 ] [ ГС 53 ] [ НЛ 45 ]   |
| 175   | Хорохонов Николай Дмитриевич                                                             | 27.06.1945            | авиация         | командир звена 143-го гвардейского штурмового авиационного полка 8-й гвардейской штурмовой авиационной дивизии 1-го гвардейского штурмового авиационного корпуса 2-й воздушной армии 1-го Украинского фронта             | гвардии младший лейтенант    | 26.03.1923 — 14.10.1944                    | [ БС 14 ] [ ГС 54 ] [ НЛ 46 ]   |
| 176   | Хорошилов Владимир Александрович                                                         | 21.03.1940            | авиация         | командир звена 48-го скоростного бомбардировочного авиационного полка 18-й скоростной бомбардировочной авиационной бригады ВВС 7-й армии Северо-Западного фронта                                                         | старший лейтенант            | 15.07.1911 — 07.08.1988                    | [ БС 14 ] [ ГС 55 ] [ НЛ 47 ]   |
| 177   | Хорошилов Семён Иванович                                                                 | 27.02.1945            | пехота          | командир батальона 446-го стрелкового полка 397-й стрелковой дивизии 61-й армии 1-го Белорусского фронта | капитан                      | 20.07.1915 — 21.05.1980                    | [ БС 16 ] [ ГС 56 ] [ НЛ 48 ]   |
| 178   | Хоружая Вера Захаровна бел. Харужая Вера Захараўна                                       | 17.05.1960            | партизан        | активная участница партизанской борьбы в Белоруссии, руководитель подпольной группы в городе Витебске | —                            | 27.09.1903 — 04.12.1942                    | ——                              |
| 179   | Хорь Николай Михайлович                                                                  | 27.02.1945            | пехота          | командир взвода 180-го гвардейского стрелкового полка 60-й гвардейской стрелковой дивизии 5-й ударной армии 1-го Белорусского фронта                                                                                     | гвардии младший лейтенант    | 25.09.1923 — 14.01.1945                    | [ БС 17 ] [ ГС 58 ] [ НЛ 49 ]   |
| 180   | Хорьков Михаил Гаврилович                                                                | 03.06.1944            | инженер         | сапёр 388-го отдельного сапёрного батальона 218-й стрелковой дивизии 47-й армии Воронежского фронта | красноармеец                 | 19.11.1919 — 15.08.1964                    | [ БС 17 ] [ ГС 59 ] [ НЛ 50 ]   |
| 181   | Хотимский Михаил Васильевич                                                              | 06.04.1945            | танкист         | командир 37-й механизированной бригады 1-го механизированного корпуса 2-й гвардейской танковой армии 1-го Белорусского фронта                                                                                            | полковник                    | 14.02.1903 — 25.11.1986                    | [ БС 17 ] [ ГС 60 ] [ НЛ 51 ]   |
| 182   | Хохлачёв Василий Фёдорович                                                               | 13.04.1944            | авиация         | командир эскадрильи 79-го гвардейского штурмового авиационного полка 2-й гвардейской штурмовой авиационной дивизии 16-й воздушной армии Белорусского фронта                                                              | гвардии капитан              | 13.03.1918 — 10.01.1983                    | [ БС 17 ] [ ГС 61 ] [ НЛ 52 ]   |
| 183   | Хохлов Анатолий Иванович                                                                 | 24.03.1945            | пехота          | офицер разведки 498-го стрелкового полка 132-й стрелковой дивизии 47-й армии 1-го Белорусского фронта | капитан                      | 01.07.1918 — 04.02.1995                    | [ БС 17 ] [ ГС 62 ] [ НЛ 53 ]   |
| 184   | Хохлов Иван Михайлович                                                                   | 28.04.1945            | пехота          | командир 202-й стрелковой дивизии 27-й армии 2-го Украинского фронта | полковник                    | 06.10.1896 — 27.02.1956                    | [ БС 18 ] [ ГС 63 ] [ НЛ 54 ]   |
| 185   | Хохлов Константин Николаевич                                                             | 19.03.1944            | связисты        | командир телефонного отделения мотострелкового батальона 5-й гвардейской отдельной мотострелковой бригады 3-й гвардейской армии 4-го Украинского фронта                                                                  | гвардии старший сержант      | 16.10.1916 — 17.10.2002                    | [ БС 19 ] [ ГС 64 ] [ НЛ 55 ]   |
| 186   | Хохлов Моисей Залманович                                                                 | 29.10.1943            | пехота          | командир отделения 1318-го стрелкового полка 163-й стрелковой дивизии 38-й армии Воронежского фронта | сержант                      | 23.10.1923 — 05.05.2015                    | [ БС 19 ] [ ГС 65 ] [ НЛ 56 ]   |
| 187   | Хохлов Николай Александрович                                                             | 24.03.1945            | пехота          | разведчик взвода пешей разведки 609-го стрелкового полка 139-й стрелковой дивизии 50-й армии 2-го Белорусского фронта | сержант                      | 18.06.1923 — 02.09.1944                    | [ БС 19 ] [ ГС 66 ] [ НЛ 57 ]   |
| 188   | Хохлов Пётр Васильевич                                                                   | 24.03.1945            | пехота          | автоматчик взвода разведки роты управления 65-й танковой бригады 11-го танкового корпуса 1-го Белорусского фронта | красноармеец                 | 15.07.1923 — 12.09.1997                    | [ БС 19 ] [ ГС 67 ] [ НЛ 58 ]   |
| 189   | Хохлов Пётр Ильич                                                                        | 13.08.1941            | авиация         | флагманский штурман 1-го минно-торпедного авиационного полка 8-й бомбардировочной авиационной бригады ВВС Балтийского флота                                                                                              | капитан                      | 12.01.1910 — 07.03.1990                    | [ БС 19 ] [ ГС 68 ] [ НЛ 59 ]   |
| 190   | Хохряков Семён Васильевич                                                                | 24.05.1944 10.04.1945 | танкист         | командир танкового батальона 54-й гвардейской танковой бригады 7-го гвардейского танкового корпуса 3-й гвардейской танковой армии 1-го Украинского фронта                                                                | гвардии майор                | 31.12.1915 — 17.04.1945                    | [ БС 19 ] [ ГС 69 ] [ НЛ 60 ]   |
| 191   | Хохряков Фёдор Павлович                                                                  | 25.09.1944            | артиллерия      | командир взвода 1071-го истребительно-противотанкового артиллерийского полка РГК в составе 4-го гвардейского кавалерийского корпуса 1-го Белорусского фронта                                                             | младший лейтенант            | 01.03.1925 — 21.07.1944                    | [ БС 19 ] [ ГС 70 ] [ НЛ 61 ]   |
| 192   | Храмов Николай Иванович                                                                  | 23.02.1948            | авиация         | старший лётчик-инструктор Управления боевой подготовки фронтовой авиации ВВС Красной Армии | подполковник                 | 17.10.1913 — 18.10.1950                    | [ БС 20 ] [ ГС 71 ] [ НЛ 62 ]   |
| 193   | Храмцов Сергей Васильевич                                                                | 10.04.1945            | танкист         | командир танковой роты 14-й гвардейской танковой бригады 4-го гвардейского танкового корпуса 5-й гвардейской армии 1-го Украинского фронта                                                                               | гвардии старший лейтенант    | 14.10.1921 — 16.09.1986                    | [ БС 21 ] [ ГС 72 ] [ НЛ 63 ]   |
| 194   | Храпов Леонид Георгиевич                                                                 | 19.04.1945            | пехота          | командир отделения 338-го стрелкового полка 96-й стрелковой дивизии 48-й армии 2-го Белорусского фронта | старшина                     | 1911 — 18.02.1945                          | [ БС 21 ] [ ГС 73 ] [ НЛ 64 ]   |
| 195   | Храпов Николай Константинович                                                            | 24.03.1945            | пехота          | командир пулемётной роты 1-го стрелкового полка 99-й стрелковой дивизии 46-й армии 2-го Украинского фронта | лейтенант                    | 19.03.1912 — 08.02.1982                    | [ БС 21 ] [ ГС 74 ] [ НЛ 65 ]   |
| 196   | Храпов Пётр Иванович                                                                     | 15.05.1946            | авиация         | командир эскадрильи 16-го гвардейского бомбардировочного авиационного полка 11-й гвардейской бомбардировочной авиационной дивизии 1-го гвардейского бомбардировочного авиационного корпуса 18-й воздушной армии          | гвардии майор                | 18.05.1912 — 17.12.1967                    | [ БС 21 ] [ ГС 75 ] [ НЛ 66 ]   |
| 197   | Хребто Семён Григорьевич                                                                 | 24.03.1945            | пехота          | помощник командира взвода 120-го стрелкового полка 69-й стрелковой дивизии 65-й армии 1-го Белорусского фронта | старший сержант              | 1918 — 1944 (пропал без вести)             | [ БС 21 ] [ ГС 76 ] [ НЛ 67 ]   |
| 198   | Хребтов Фёдор Ефимович                                                                   | 16.10.1943            | пехота          | командир батальона 207-го гвардейского стрелкового полка 70-й гвардейской стрелковой дивизии 13-й армии Центрального фронта                                                                                              | гвардии капитан              | 03.05.1907 — 01.07.1984                    | [ БС 21 ] [ ГС 77 ] [ НЛ 68 ]   |
| 199   | Хренов Аркадий Фёдорович                                                                 | 21.03.1940            | инженер         | начальник инженерных войск 7-й армии Северо-Западного фронта | полковник                    | 05.02.1900 — 29.12.1987                    | [ БС 21 ] [ ГС 78 ] [ НЛ 69 ]   |
| 200   | Хренов Пётр Дмитриевич                                                                   | 21.07.1942            | артиллерия      | командир взвода управления 511-го гаубичного артиллерийского полка РГК в составе войск Западного фронта | старший лейтенант            | 13.07.1920 — 13.07.1943                    | [ БС 21 ] [ ГС 79 ] [ НЛ 70 ]   |
| 201   | Христенко Егор Иванович                                                                  | 03.06.1944            | пехота          | автоматчик 667-го стрелкового полка 218-й стрелковой дивизии 47-й армии Воронежского фронта | красноармеец                 | 23.04.1913 — 29.07.1996                    | [ БС 22 ] [ ГС 80 ] [ НЛ 71 ]   |
| 202   | Христов Александр Григорьевич                                                            | 15.01.1944            | пехота          | командир взвода 37-го гвардейского стрелкового полка 12-й гвардейской стрелковой дивизии 61-й армии Центрального фронта                                                                                                  | гвардии лейтенант            | 30.08.1909 — 23.10.1943                    | [ БС 22 ] [ ГС 81 ] [ НЛ 72 ]   |
| 203   | Хроменков Иван Устинович                                                                 | 26.10.1943            | артиллерия      | командир 155-го гвардейского артиллерийского полка 72-й гвардейской стрелковой дивизии 7-й гвардейской армии Степного фронта                                                                                             | гвардии майор                | 09.05.1903 — 22.07.1982                    | [ БС 22 ] [ ГС 82 ] [ НЛ 73 ]   |
| 204   | Хромов Борис Кондратьевич                                                                | 17.10.1943            | пехота          | командир орудия 231-го гвардейского стрелкового полка 75-й гвардейской стрелковой дивизии 60-й армии Центрального фронта                                                                                                 | гвардии младший сержант      | 20.07.1918 — 22.07.1966                    | [ БС 22 ] [ ГС 83 ] [ НЛ 74 ]   |
| 205   | Хромов Иван Андреевич                                                                    | 29.10.1943            | комиссар        | парторг роты 983-го стрелкового полка 253-й стрелковой дивизии 40-й армии Воронежского фронта | старший сержант              | 19.08.1897 — 24.10.1976                    | [ БС 22 ] [ ГС 84 ] [ НЛ 75 ]   |
| 206   | Хромых Василий Петрович                                                                  | 15.01.1944            | пехота          | командир батальона 239-го гвардейского стрелкового полка 76-й гвардейской стрелковой дивизии 61-й армии Центрального фронта                                                                                              | гвардии капитан              | 26.10.1910 — 10.05.1979                    | [ БС 22 ] [ ГС 85 ] [ НЛ 76 ]   |
| 207   | Хрунов Евгений Васильевич                                                                | 22.01.1969            | космонавт       | инженер-исследователь космического корабля «Союз-5» | полковник                    | 10.09.1933 — 19.05.2000                    | ——                              |
| 208   | Хрусталёв Павел Иванович                                                                 | 18.08.1945            | авиация         | старший лётчик-наблюдатель 99-го гвардейского отдельного разведывательного авиационного полка 15-й воздушной армии 2-го Прибалтийского фронта                                                                            | гвардии старший лейтенант    | 28.02.1922 — 10.10.1944                    | [ БС 24 ] [ ГС 87 ] [ НЛ 77 ]   |
| 209   | Хрусталёв Павел Павлович                                                                 | 27.07.1943            | авиация         | штурман эскадрильи 8-го гвардейского авиационного полка 2-й гвардейской авиационной дивизии Авиации дальнего действия | гвардии капитан              | 07.11.1917 — 31.12.1975                    | [ БС 24 ] [ ГС 88 ] [ НЛ 78 ]   |
| 210   | Хрустицкий Владислав Владиславович пол. Chruścicki Władysław                             | 21.02.1944            | танкист         | командир 30-й гвардейской отдельной танковой бригады Ленинградского фронта | гвардии полковник            | 27.10.1902 — 26.01.1944                    | [ БС 24 ] [ ГС 89 ] [ НЛ 79 ]   |
| 211   | Хрущёв Иван Максимович                                                                   | 13.03.1944            | авиация         | исполняющий должность командира эскадрильи 24-го гвардейского авиационного полка 50-й авиационной дивизии 6-го авиационного корпуса Авиации дальнего действия                                                            | гвардии старший лейтенант    | 03.01.1915 — 31.08.1990                    | [ БС 24 ] [ ГС 90 ] [ НЛ 80 ]   |
| 212   | Хрущёв Никита Сергеевич                                                                  | 16.04.1964            | КПСС            | Первый секретарь Центрального комитета Коммунистической партии Советского Союза и Председатель Совета министров СССР | —                            | 17.04.1894 — 11.09.1971                    | ——                              |
| 213   | Хрыков Николай Михайлович                                                                | 24.03.1945            | пехота          | командир отделения взвода автоматчиков 918-го стрелкового полка 250-й стрелковой дивизии 3-й армии 1-го Белорусского фронта                                                                                              | старший сержант              | 10.12.1923 — 22.05.1987                    | [ БС 24 ] [ ГС 92 ] [ НЛ 81 ]   |
| 214   | Хрычёв Пётр Григорьевич                                                                  | 28.04.1945            | пехота          | разведчик взвода пешей разведки 683-го стрелкового полка 151-й стрелковой дивизии 7-й гвардейской армии 2-го Украинского фронта                                                                                          | красноармеец                 | 1913 — 07.01.1955                          | [ БС 25 ] [ ГС 93 ] [ НЛ 82 ]   |
| 215   | Хрюкин Сергей Кузьмич                                                                    | 23.02.1945            | авиация         | командир эскадрильи 173-го гвардейского штурмового авиационного полка 11-й гвардейской штурмовой авиационной дивизии 16-й воздушной армии 1-го Белорусского фронта                                                       | гвардии капитан              | 08.04.1915 — 19.12.1970                    | [ БС 26 ] [ ГС 94 ] [ НЛ 83 ]   |
| 216   | Хрюкин Тимофей Тимофеевич                                                                | 22.02.1939 19.04.1945 | авиация генерал | командир скоростной бомбардировочной авиационной эскадрильи особого назначения ВВС Китайской Республики командующий 1-й воздушной армией 3-го Белорусского фронта                                                        | полковник генерал-полковник  | 21.06.1910 — 19.07.1953                    | [ БС 26 ] [ ГС 95 ] [ НЛ 84 ]   |
| 217   | Хряев Василий Ильич                                                                      | 23.10.1942            | авиация         | командир эскадрильи 9-го истребительного авиационного полка 62-й истребительной авиационной бригады ВВС Черноморского флота                                                                                              | старший лейтенант            | 04.06.1916 — 16.07.1943                    | [ БС 26 ] [ ГС 96 ] [ НЛ 85 ]   |
| 218   | Худайбергенов Джуманияз узб. Xudayberganov Jumaniyoz                                     | 10.01.1944            | кавалерия       | командир сабельного взвода 5-го гвардейского кавалерийского полка 1-й гвардейской кавалерийской дивизии 1-го гвардейского кавалерийского корпуса Воронежского фронта                                                     | гвардии младший лейтенант    | 1912 — 28.09.1943                          | [ БС 26 ] [ ГС 97 ] [ НЛ 86 ]   |
| 219   | Худанин Фёдор Николаевич                                                                 | 21.07.1944            | артиллерия      | командир орудия отдельного истребительно-противотанкового дивизиона 70-й морской стрелковой бригады 7-й армии Карельского фронта                                                                                         | старший сержант              | 14.01.1914 — 12.04.1969                    | [ БС 26 ] [ ГС 98 ] [ НЛ 87 ]   |
| 220   | Худенко Николай Владимирович                                                             | 22.02.1944            | пехота          | номер расчёта противотанкового ружья роты противотанковых ружей 182-го гвардейского стрелкового полка 62-й гвардейской стрелковой дивизии 37-й армии Степного фронта                                                     | гвардии младший сержант      | 1924 — 05.10.1943                          | [ БС 26 ] [ ГС 99 ] [ НЛ 88 ]   |
| 221   | Худов Пётр Дмитриевич                                                                    | 08.09.1943            | авиация         | заместитель командира эскадрильи 867-го истребительного авиационного полка 207-й истребительной авиационной дивизии 3-го смешанного авиационного корпуса 17-й воздушной армии Юго-Западного фронта                       | младший лейтенант            | 23.12.1918 — 04.06.2009                    | [ БС 26 ] [ ГС 100 ] [ НЛ 89 ]  |
| 222   | Худолеев Григорий Александрович бел. Худалееў Рыгор Аляксандравіч                        | 22.07.1944            | артиллерия      | командующий артиллерией 306-й стрелковой дивизии 43-й армии 1-го Прибалтийского фронта | полковник                    | 22.02.1902 — 04.06.1964                    | [ БС 27 ] [ ГС 101 ] [ НЛ 90 ]  |
| 223   | Худяков Александр Алексеевич                                                             | 26.04.1944            | танкист         | механик-водитель танка 45-й гвардейской танковой бригады 11-го гвардейского танкового корпуса 1-й танковой армии 1-го Украинского фронта                                                                                 | гвардии старшина             | 18.04.1906 — 06.04.1944                    | [ БС 28 ] [ ГС 102 ] [ НЛ 91 ]  |
| 224   | Худяков Василий Митрофанович                                                             | 24.03.1945            | пехота          | командир 6-й гвардейской отдельной разведывательной роты 3-й гвардейской стрелковой дивизии 2-й гвардейской армии 1-го Прибалтийского фронта                                                                             | гвардии капитан              | 25.04.1919 — 07.10.1944                    | [ БС 28 ] [ ГС 103 ] [ НЛ 92 ]  |
| 225   | Худяков Виктор Леонидович                                                                | 29.06.1945            | артиллерия      | командир батареи 392-го пушечного артиллерийского полка РГК в составе 5-го гвардейского стрелкового корпуса 39-й армии 3-го Белорусского фронта                                                                          | капитан                      | 14.12.1923 — 12.02.1945                    | [ БС 28 ] [ ГС 104 ] [ НЛ 93 ]  |
| 226   | Худяков Иван Степанович                                                                  | 07.04.1940            | авиация         | старший адъютант эскадрильи 31-го скоростного бомбардировочного авиационного полка 16-й скоростной бомбардировочной авиационной бригады Северо-Западного фронта                                                          | лейтенант                    | 24.06.1913 — 11.04.1990                    | [ БС 28 ] [ ГС 105 ] [ НЛ 94 ]  |
| 227   | Худяков Николай Александрович                                                            | 23.09.1944            | пехота          | наводчик противотанкового ружья 29-й гвардейской мотострелковой бригады 10-го гвардейского танкового корпуса 4-й танковой армии 1-го Украинского фронта                                                                  | гвардии младший сержант      | 25.10.1925 — 23.02.1945 (пропал без вести) | [ БС 28 ] [ ГС 106 ] [ НЛ 95 ]  |
| 228   | Худяков Николай Васильевич                                                               | 27.06.1945            | авиация         | помощник по воздушно-стрелковой службе командира 32-го истребительного авиационного полка 256-й истребительной авиационной дивизии 5-го истребительного авиационного корпуса 2-й воздушной армии 1-го Украинского фронта | капитан                      | 20.07.1913 — 29.03.1996                    | [ БС 28 ] [ ГС 107 ] [ НЛ 96 ]  |
| 229   | Худякова Антонина Фёдоровна                                                              | 15.05.1946            | авиация         | заместитель командира эскадрильи 46-го гвардейского ночного бомбардировочного авиационного полка 325-й ночной бомбардировочной авиационной дивизии 4-й воздушной армии 2-го Белорусского фронта                          | гвардии старший лейтенант    | 20.06.1917 — 17.12.1998                    | [ БС 28 ] [ ГС 108 ] [ НЛ 97 ]  |
| 230   | Хуртин Иван Андреевич                                                                    | 17.10.1943            | пехота          | командир пулемётного отделения 385-го стрелкового полка 112-й стрелковой дивизии 60-й армии Центрального фронта | сержант                      | 1924 — 14.10.1943                          | [ БС 28 ] [ ГС 109 ] [ НЛ 98 ]  |
| 231   | Хусаинов Ахмедиар Дауленович каз. Хұсайынов Ахмедияр Дәуленұлы                           | 01.11.1943            | артиллерия      | миномётчик 167-го отдельного пулемётно-артиллерийского батальона 116-го укрепленного района 51-й армии 4-го Украинского фронта                                                                                           | красноармеец                 | 10.05.1924 — 05.05.1986                    | [ БС 29 ] [ ГС 110 ] [ НЛ 99 ]  |
| 232   | Хусанов Зиямат Усманович узб. Husanov Ziyamat Usmonovich                                 | 22.02.1944            | пехота          | командир отделения пулемётной роты 228-го гвардейского стрелкового полка 78-й гвардейской стрелковой дивизии 57-й армии Юго-Западного фронта                                                                             | гвардии сержант              | 09.05.1921 — 18.01.1986                    | [ БС 30 ] [ ГС 111 ] [ НЛ 100 ] |
| 233   | Хусяинов Зякярий Сяфитович тат. Хөсәенов Зәкәрия Сафият улы                              | 24.03.1945            | танкист         | командир танка 134-го танкового полка 30-й кавалерийской дивизии 4-го гвардейского кавалерийского корпуса 2-го Украинского фронта                                                                                        | старшина                     | 07.03.1914 — 12.10.1944                    | [ БС 30 ] [ ГС 112 ] [ НЛ 101 ] |
| 234   | Хуторянский Анатолий Николаевич укр. Хуторянський Анатолій Миколайович                   | 26.04.1944            | танкист         | командир роты танков Т-34 253-го танкового полка 11-й армии Белорусского фронта | старший лейтенант            | 15.09.1919 — 21.11.1943                    | [ БС 30 ] [ ГС 113 ] [ НЛ 102 ] |
| 235   | Хухлов Михаил Николаевич                                                                 | 30.10.1943            | связисты        | начальник радиостанции роты связи 568-го стрелкового полка 149-й стрелковой дивизии 65-й армии Центрального фронта | сержант                      | 27.11.1921 — 05.11.2004                    | [ БС 30 ] [ ГС 114 ] [ НЛ 103 ] |
| 236   | Хухрин Алексей Васильевич                                                                | 18.08.1945            | авиация         | командир эскадрильи 593-го штурмового авиационного полка 332-й штурмовой авиационной дивизии 4-й воздушной армии 2-го Белорусского фронта                                                                                | капитан                      | 30.03.1917 — 23.01.2007                    | [ БС 30 ] [ ГС 115 ] [ НЛ 104 ] |
| 237   | Хушназаров Сапар узб. Xushnazarov Sapar                                                  | 15.01.1944            | пехота          | стрелок 467-го стрелкового полка 81-й стрелковой дивизии 61-й армии Центрального фронта | красноармеец                 | 1906 — 07.10.1943                          | [ БС 31 ] [ ГС 116 ] [ НЛ 105 ] |

| Навигационная таблица | Навигационная таблица               |
| --------------------- | ----------------------------------- |
| «Х»                   | Хабаров Александр — Хиценко Иван    |
| «Х»                   | Хлебников Михаил — Хушназаров Сапар |